# Turion 64
Turion 64（テュリオン ろくじゅうよん）は、アドバンスト・マイクロ・デバイセズが2005年3月10日に発表した、x86_64互換のマイクロプロセッサである。
AMDのノートパソコン向け製品群 AMD Turion 64 モバイル・テクノロジ (AMD Turion 64 MOBILE TECHNOLOGY) の中核となる製品である。

## 概要

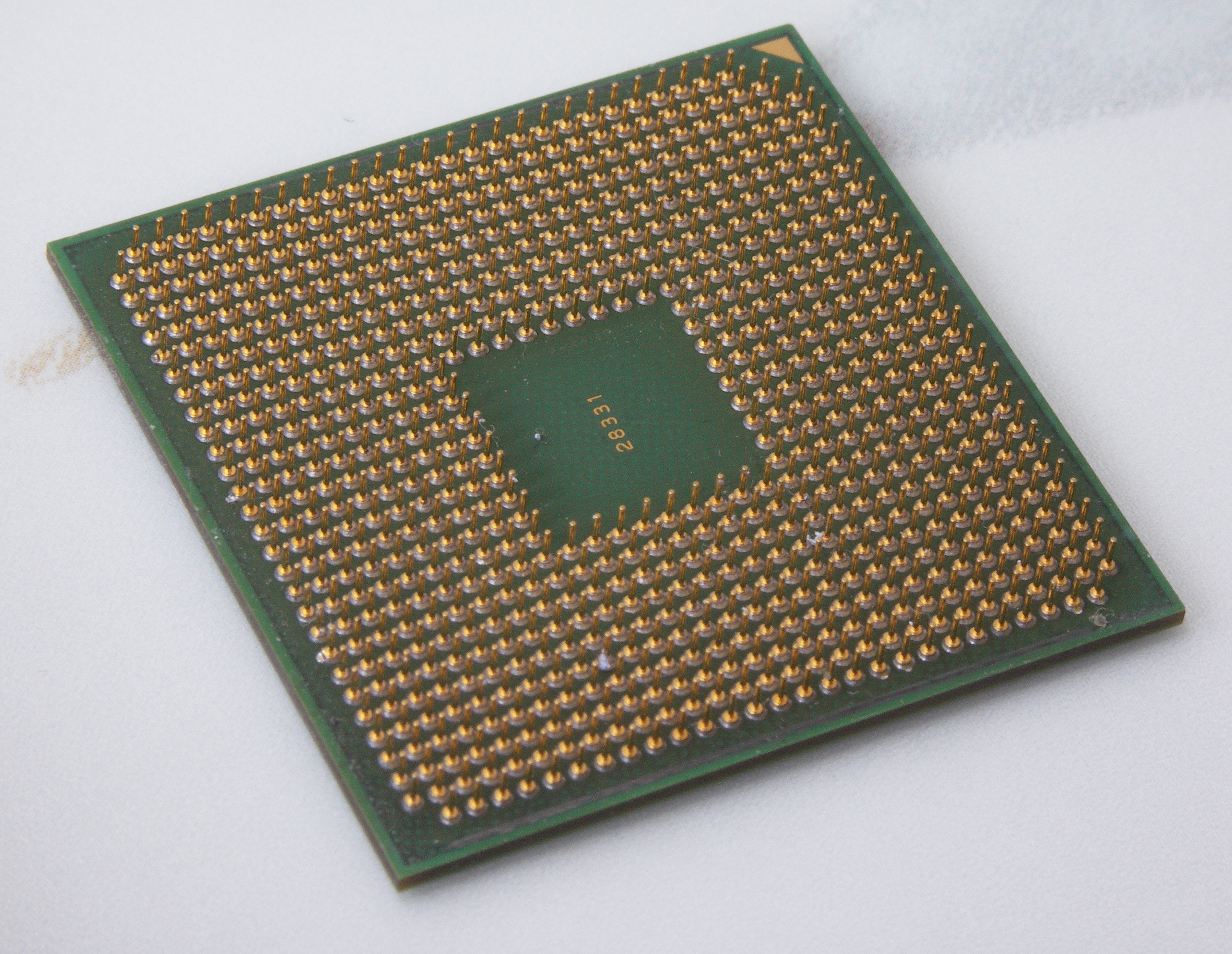
AMD Turion64 (裏)

AMD Turion™は2005年に発表されたAMDのモバイルCPUのシリーズである。Turionという名称は、「旅行」を意味する英単語 Tour に由来する造語である。ロゴマークにはオレンジ色の帆の意匠があしらわれている。
Athlon64と同じAMD K8アーキテクチャの製品であり、モバイルAthlon 64の後継製品という位置づけがなされ、モバイルAthlon 64より消費電力が低く抑えられている。Athlon64シリーズおよびSempronシリーズと共通のSocket 754プラットフォームに対応する。
一部の大手メーカー製ノートPCで採用された。当時のモバイルCPUとしては珍しくリテールパッケージ販売がされた他、一部ではバルク品としても流通した。
AMDは2006年にTurion 64の後継製品としてSocket S1プラットフォームに対応するTurion 64 X2を発表し、Turion 64シリーズは終了した。

### Turion 64 モバイル・テクノロジ
Turion 64 モバイル・テクノロジでは、Athlon 64 (Socket754) と基本的に同一のプラットフォームを利用する形態をとっており、専用CPU・専用チップセット・専用ネットワーク製品より構成されるプラットフォームとしたインテル Centrino モバイルテクノロジとは対照的である。Centrinoのロゴを使用するにはプラットフォームを構成する要件を満たす必要があるが、それによってインテルからPCベンダに対し資金的な供与が約束される。対しAMDではそのようなプログラムは行われておらず、資金供与は行われないもののCentrinoと比較すると多くの自由度がある。これはチップセットなどを基本的にサードパーティに依存していた当時のAMDの経営事情によるものでもある。

## 歴史
- 2005年1月7日 - Turion 64の概要が発表。
- 2005年3月10日 - Turion 64正式発表。即日全世界へ出荷開始。
- 2006年3月20日 - 日本でTurion 64リテールパッケージの販売開始。CPUクーラーは別売り。
- 2006年5月17日 - Turion 64 X2正式発表。

## モバイル向けラインナップ
Turion 64のモデルナンバーは、モバイル用途への適応度を示すアルファベット2文字と、処理性能の上下関係を示す2桁の数字からなる。Athlon 64のそれとは異なる方式で、どちらかと言えばOpteronやAthlon 64 FXのそれに近い。
Turion 64では熱設計電力 (TDP) によりモデルを分けており、35Wモデルを「ML」、25Wモデルを「MT」としている。Mの後ろに続く一文字のアルファベットが、そのモデルのモビリティ・レベル、すなわちノートパソコンなど携帯機器に搭載するにあたっての、適応性の度合いを表している。AからZまでのうち、Zに近付くほどモビリティ・レベルは高いものとされる。

### K8世代
Lancaster
2005年3月発表。
- 製造プロセス: 90nm SOI
- 拡張命令: MMX, Enhanced 3DNow!, SSE, SSE2, SSE3, AMD64, PowerNow!, NX Bit
- 対応ソケット: Socket 754

| 型番  | CPU                   | CPU            | CPU               | TDP (W) | 対応メモリ | HT (MHz) |
| 型番  | コア数 （スレッド数） | クロック (GHz) | L2キャッシュ (MB) | TDP (W) | 対応メモリ | HT (MHz) |
| ----- | --------------------- | -------------- | ----------------- | ------- | ---------- | -------- |
| ML-44 | 1 (1)                 | 2.4            | 1                 | 35      | DDR-400    | 800      |
| ML-42 | 1 (1)                 | 2.4            | 0.5               | 35      | DDR-400    | 800      |
| ML-40 | 1 (1)                 | 2.2            | 1                 | 35      | DDR-400    | 800      |
| ML-37 | 1 (1)                 | 2.0            | 1                 | 35      | DDR-400    | 800      |
| ML-34 | 1 (1)                 | 1.8            | 1                 | 35      | DDR-400    | 800      |
| ML-32 | 1 (1)                 | 1.8            | 0.5               | 35      | DDR-400    | 800      |
| ML-30 | 1 (1)                 | 1.6            | 1                 | 35      | DDR-400    | 800      |
| ML-28 | 1 (1)                 | 1.6            | 0.5               | 35      | DDR-400    | 800      |
| MT-40 | 1 (1)                 | 2.2            | 1                 | 25      | DDR-400    | 800      |
| MT-37 | 1 (1)                 | 2.0            | 1                 | 25      | DDR-400    | 800      |
| MT-34 | 1 (1)                 | 1.8            | 1                 | 25      | DDR-400    | 800      |
| MT-32 | 1 (1)                 | 1.8            | 0.5               | 25      | DDR-400    | 800      |
| MT-30 | 1 (1)                 | 1.6            | 1                 | 25      | DDR-400    | 800      |
| MT-28 | 1 (1)                 | 1.6            | 0.5               | 25      | DDR-400    | 800      |

Richmond
2006年9月発表。
- 製造プロセス: 90nm SOI
- 拡張命令: MMX, Enhanced 3DNow!, SSE, SSE2, SSE3, AMD64, PowerNow!, NX Bit, AMD-V
- 対応ソケット: Socket S1

| 型番  | CPU                   | CPU            | CPU               | TDP (W) | 対応メモリ | HT (MHz) |
| 型番  | コア数 （スレッド数） | クロック (GHz) | L2キャッシュ (MB) | TDP (W) | 対応メモリ | HT (MHz) |
| ----- | --------------------- | -------------- | ----------------- | ------- | ---------- | -------- |
| MK-38 | 1 (1)                 | 2.2            | 0.5               | 31      | DDR2-667   | 800      |
| MK-36 | 1 (1)                 | 2.0            | 0.5               | 31      | DDR2-667   | 800      |